# Gustav Björkman
Per Gustav Björkman, född 13 december 1881 i Grythyttans församling, Örebro län, död 1 oktober 1960 i Sunne församling, Värmlands län, var en svensk förvaltare och politiker (högerpartiet).
Björkman var riksdagsledamot i första kammaren från 1936, invald av Värmlands län. Han skrev 25 egna motioner bland annat om anslag till polis- o vägväsendet, åtgärder för jordbrukets rationalisering, användningen av automobilskattemedel och pension åt enskild.